# Elecciones estatales de Tabasco de 2003
Las elecciones estatales de Tabasco de 2003 tuvieron lugar el domingo 19 de octubre de 2003, y en ellas fueron renovados los siguientes cargos de elección popular en el estado mexicano de Tabasco:
- diputados del Congreso del estado. Electos por una mayoría relativa de cada uno de los distritos electorales.
- 17 ayuntamientos. Formados por un presidente municipal y regidores, electo para un período inmediato de 3 años, no reelegibles de manera inmediata.

## Resultados Electorales

### Ayuntamientos

#### Villahermosa
- Florizel Medina Péreznieto